# Arrow Rock 500
De Arrow Rock 500 is een jaarlijks radioprogramma van het Nederlandse station Arrow Classic Rock. Het wordt sinds 1999 uitgezonden. De uitzending geschiedde in 2008 en 2009 in oktober in plaats van december zodat de lijst niet op hetzelfde tijdstip was te horen als de Top 2000. In het programma worden de 500 populairste platen aller tijden gedraaid, zoals die in de weken voorafgaand aan de uitzending door middel van een stemming via internet door de luisteraars zijn bepaald.
In de eerste negentien edities van de lijst heeft het nummer Stairway to Heaven van Led Zeppelin de eerste plaats bezet. 
In de twintigste editie in 2018 werd deze voor de eerste keer van de toppositie gestoten door Child in Time van Deep Purple. In de twee daaropvolgende edities veroverde het nummer eveneens de eerste plaats.
In de edities van 2022 en 2023 bereikte Comfortably Numb van Pink Floyd de toppositie in de lijst.

## De top 10
| Jaar / positie | 1                               | 2                               | 3                                   | 4                                     | 5                                     | 6                           | 7                                     | 8                                     | 9                                              | 10                                    |
| 1999           | Led Zeppelin Stairway to Heaven | Deep Purple Child in Time       | Queen Bohemian Rhapsody             | Golden Earring Radar Love             | Guns N' Roses November Rain           | The Eagles Hotel California | Alice Cooper Halo of Flies            | Metallica Nothing Else Matters        | AC/DC Whole Lotta Rosie                        | Deep Purple Smoke on the Water        |
| 2000           | Led Zeppelin Stairway to Heaven | Deep Purple Child in Time       | Queen Bohemian Rhapsody             | Guns N' Roses November Rain           | Golden Earring Radar Love             | The Eagles Hotel California | Metallica Nothing Else Matters        | Rolling Stones Sympathy for the Devil | AC/DC Whole Lotta Rosie                        | Black Sabbath Paranoid                |
| 2001           | Led Zeppelin Stairway to Heaven | Deep Purple Child in Time       | Queen Bohemian Rhapsody             | Guns N' Roses November Rain           | The Eagles Hotel California           | Golden Earring Radar Love   | Metallica One                         | Pink Floyd Shine On You Crazy Diamond | Black Sabbath Paranoid                         | Alice Cooper Halo of Flies            |
| 2002           | Led Zeppelin Stairway to Heaven | Deep Purple Child in Time       | Guns N' Roses November Rain         | Queen Bohemian Rhapsody               | The Eagles Hotel California           | Metallica One               | Golden Earring Radar Love             | Metallica Nothing Else Matters        | Alice Cooper Halo of Flies                     | Black Sabbath Paranoid                |
| 2003           | Led Zeppelin Stairway to Heaven | Deep Purple Child in Time       | Guns N' Roses November Rain         | Queen Bohemian Rhapsody               | Metallica One                         | Golden Earring Radar Love   | The Eagles Hotel California           | Metallica Nothing Else Matters        | Black Sabbath Paranoid                         | Pink Floyd Comfortably Numb           |
| 2004           | Led Zeppelin Stairway to Heaven | Deep Purple Child in Time       | Guns N' Roses November Rain         | Metallica One                         | Pink Floyd Comfortably Numb           | AC/DC Whole Lotta Rosie     | The Eagles Hotel California           | Golden Earring Radar Love             | Rolling Stones Sympathy for the Devil          | Pink Floyd Shine On You Crazy Diamond |
| 2005           | Led Zeppelin Stairway to Heaven | Deep Purple Child in Time       | Pink Floyd Comfortably Numb         | Guns N' Roses November Rain           | Metallica One                         | The Eagles Hotel California | Queen Bohemian Rhapsody               | Golden Earring Radar Love             | AC/DC Whole Lotta Rosie                        | Pink Floyd Shine On You Crazy Diamond |
| 2006           | Led Zeppelin Stairway to Heaven | Deep Purple Child in Time       | Pink Floyd Comfortably Numb         | Metallica One                         | Guns N' Roses November Rain           | The Eagles Hotel California | Pink Floyd Shine On You Crazy Diamond | AC/DC Whole Lotta Rosie               | Metallica Nothing Else Matters                 | Golden Earring Radar Love             |
| 2007           | Led Zeppelin Stairway to Heaven | Deep Purple Child in Time       | Pink Floyd Comfortably Numb         | Guns N' Roses November Rain           | Metallica One                         | The Eagles Hotel California | Pink Floyd Shine On You Crazy Diamond | AC/DC Whole Lotta Rosie               | Golden Earring Radar Love                      | Black Sabbath Paranoid                |
| 2008           | Led Zeppelin Stairway to Heaven | Deep Purple Child in Time       | Pink Floyd Comfortably Numb         | Metallica One                         | AC/DC Whole Lotta Rosie               | Guns N' Roses November Rain | Golden Earring Radar Love             | The Eagles Hotel California           | Pink Floyd Shine On You Crazy Diamond          | Black Sabbath Paranoid                |
| 2009           | Led Zeppelin Stairway to Heaven | Deep Purple Child in Time       | Pink Floyd Comfortably Numb         | AC/DC Whole Lotta Rosie               | Metallica One                         | Guns N' Roses November Rain | The Eagles Hotel California           | Golden Earring Radar Love             | Pink Floyd Shine On You Crazy Diamond          | Rolling Stones Sympathy for the Devil |
| 2010           | Led Zeppelin Stairway to Heaven | Pink Floyd Comfortably Numb     | AC/DC Whole Lotta Rosie             | Guns N' Roses November Rain           | Deep Purple Child in Time             | The Eagles Hotel California | Golden Earring Radar Love             | Nirvana Smells Like Teen Spirit       | Pearl Jam Black                                | Pink Floyd Shine On You Crazy Diamond |
| 2011           | Led Zeppelin Stairway to Heaven | Pink Floyd Comfortably Numb     | Pearl Jam Black                     | AC/DC Whole Lotta Rosie               | Kings of Leon Sex on Fire             | Guns N'Roses November Rain  | Led Zeppelin Immigrant Song           | Coldplay Clocks                       | Deep Purple Child in Time                      | Golden Earring Radar Love             |
| 2012           | Led Zeppelin Stairway to Heaven | Pink Floyd Comfortably Numb     | Guns N'Roses November Rain          | Metallica Nothing Else Matters        | Rolling Stones Sympathy for the Devil | Snow Patrol Chasing Cars    | Nirvana Smells Like Teen Spirit       | Pink Floyd Shine On You Crazy Diamond | David Bowie The Jean Genie                     | Pink Floyd Wish You Were Here         |
| 2013           | Led Zeppelin Stairway to Heaven | Deep Purple Child in Time       | Pink Floyd Comfortably Numb         | Metallica One                         | Guns N' Roses November Rain           | The Eagles Hotel California | Pearl Jam Black                       | AC/DC Whole Lotta Rosie               | Golden Earring Radar Love                      | Black Sabbath Paranoid                |
| 2014           | Led Zeppelin Stairway to Heaven | Pink Floyd Comfortably Numb     | Pearl Jam Black                     | Metallica One                         | Guns N' Roses November Rain           | Deep Purple Child in Time   | Slash Anastasia                       | Nirvana Smells Like Teen Spirit       | The Eagles Hotel California                    | AC/DC Whole Lotta Rosie               |
| 2015           | Led Zeppelin Stairway to Heaven | Pearl Jam Black                 | Pink Floyd Comfortably Numb         | Nirvana Smells Like Teen Spirit       | Slash Anastasia                       | Guns N' Roses November Rain | Led Zeppelin Whole Lotta Love         | Metallica Nothing Else Matters        | Pearl Jam Alive                                | Deep Purple Child in Time             |
| 2016           | Led Zeppelin Stairway to Heaven | Pearl Jam Black                 | Iron Maiden The Number of the Beast | Deep Purple Child in Time             | Pink Floyd Comfortably Numb           | Guns N' Roses November Rain | Metallica Nothing Else Matters        | Nirvana Smells Like Teen Spirit       | Slash Anastasia                                | Led Zeppelin Whole Lotta Love         |
| 2017           | Led Zeppelin Stairway to Heaven | Pink Floyd Comfortably Numb     | Pearl Jam Black                     | Metallica One                         | Slash Anastasia                       | Deep Purple Child in Time   | Iron Maiden The Number of the Beast   | Metallica Nothing Else Matters        | Led Zeppelin Whole Lotta Love                  | Guns N' Roses November Rain           |
| 2018           | Deep Purple Child in Time       | Led Zeppelin Stairway to Heaven | Pink Floyd Comfortably Numb         | Pearl Jam Black                       | Metallica One                         | AC/DC Thunderstruck         | Alice Cooper Halo of Flies            | Black Sabbath Paranoid                | AC/DC Highway to Hell                          | Guns N' Roses November Rain           |
| 2019           | Deep Purple Child in Time       | Led Zeppelin Stairway to Heaven | Pearl Jam Black                     | Metallica One                         | Pink Floyd Comfortably Numb           | AC/DC Highway to Hell       | Led Zeppelin Kashmir                  | Pink Floyd Shine On You Crazy Diamond | Porcupine Tree Arriving Somewhere but Not Here | Guns N' Roses November Rain           |
| 2020           | Deep Purple Child in Time       | Pink Floyd Comfortably Numb     | Led Zeppelin Stairway to Heaven     | Alice Cooper Halo of Flies            | AC/DC Thunderstruck                   | Metallica One               | Pearl Jam Black                       | AC/DC Whole Lotta Rosie               | Porcupine Tree Arriving Somewhere but Not Here | Pink Floyd Shine On You Crazy Diamond |
| 2021           | Deep Purple Child in Time       | Pink Floyd Comfortably Numb     | Led Zeppelin Stairway to Heaven     | Pink Floyd Shine On You Crazy Diamond | Alice Cooper Halo of Flies            | AC/DC Thunderstruck         | Pearl Jam Black                       | Metallica One                         | Porcupine Tree Arriving Somewhere but Not Here | Radiohead Paranoid Android            |
| 2022           | Pink Floyd Comfortably Numb     | Deep Purple Child in Time       | Led Zeppelin Stairway to Heaven     | Pearl Jam Black                       | Alice Cooper Halo of Flies            | AC/DC Thunderstruck         | Metallica Master of Puppets           | Led Zeppelin Kashmir                  | Metallica One                                  | Pink Floyd Wish You Were Here         |
| 2023           | Pink Floyd Comfortably Numb     | Deep Purple Child in Time       | Led Zeppelin Stairway to Heaven     | Alice Cooper Halo of Flies            | AC/DC Thunderstruck                   | Metallica Master of Puppets | Pink Floyd Shine On You Crazy Diamond | Metallica One                         | Porcupine Tree Arriving Somewhere but Not Here | Pearl Jam Black                       |